# 澤田八幡神社
沢田八幡神社（さわだはちまんじんじゃ）は、大阪府藤井寺市沢田にある神社。旧社格は村社。

## 祭神
主祭神
- 品陀和気命（ほむだわけのみこと）

## 歴史
国府八幡神社由緒書によると、国府八幡神社を除く近隣の八幡神社（古室八幡神社、土師里八幡神社、津堂八幡神社）と同じく、江戸時代初期に誉田八幡宮から勧請されたものとされている。これは太閤検地によって沢田村が誉田八幡宮の神領となり、のちに神領が隣接する古室村へ配置換えされたが住民たちの意思によって勧請されたものと伝わる。
拝殿には1655年（明暦元年）11月付けの棟札が残っており、その棟札から旧地の一町西へ遷宮したという記述がある。また、1777年（安永6年）付けの棟札もあることから、これらの時期に建直しが行われたことが判明している。沢田の氏神として機能し、かつては「先度社」という宮座も存在した。1872年（明治5年）に村社に列せられる。

## 年間行事
沢田八幡神社では長らく、だんじり巡幸が途絶えていたが、2011年（平成23年）に大井地区より地車を迎え入れて、53年ぶりに復活した。次いで2016年（平成28年）には伴林地区より新たな地車を迎え入れている。2019年（令和元年）現在では、十月第二土曜日・日曜日にだんじり巡幸が行われている。

## 境内

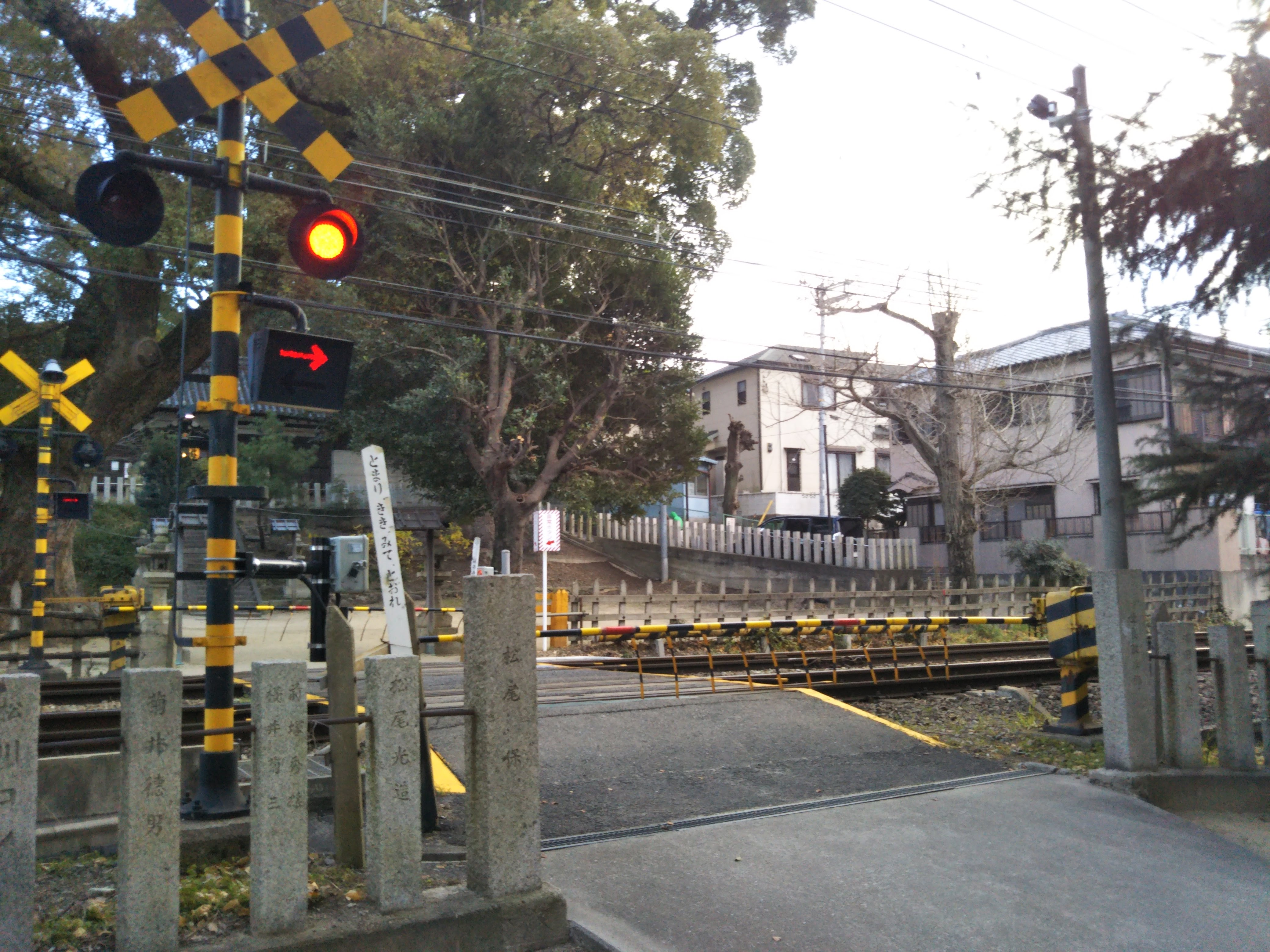
神社の境内を横切る近鉄南大阪線(2018年1月撮影)

境内には近鉄南大阪線が横切っており、踏切が設けられている。これは1922年（大正11年）4月に大阪鉄道が布忍駅 - 道明寺駅間を開通した際、町内の中を通ることを避け、仲姫皇后陵の堤に沿って走らせることにした結果、陵の堤に続く斜面にあった神社を横切ることになったものと考えられる。なお、同じように境内に鉄道の線路が横切っている神社の一つに坂田神明宮や下原八幡神社がある。
当時の住民は線路敷設に好意的であり、公有地の一部が無償提供されている。その後、1924年（大正13年）6月1日に沢田町内では応神御陵前駅（1945年休止、事実上の廃駅）および土師ノ里駅が開業した。
なお、同様に境内地に踏み切りがあり参道を鉄道が横切る寺社には他に、
- 遍照院 - (神奈川県横浜市神奈川区／京急本線)
- 石引神社 - (岐阜県大垣市 - 西濃鉄道市橋線
- 下原八幡神社 - (岐阜県下呂市／JR高山本線)
- 坂田神明宮 - (滋賀県米原市／JR北陸本線)
- 関蝉丸神社下社 - (滋賀県大津市／京阪京津線)
- 陶山神社 - (佐賀県西松浦郡有田町/JR佐世保線)

などが挙げられる（括弧内は所在地と路線名）。

## 現地情報
所在地
- 大阪府藤井寺市沢田4-2-3

交通アクセス
- 最寄駅：近鉄南大阪線土師ノ里駅下車後、徒歩約6分（西へ約400m）